# Eliza Bennett
 (avril 2018).
Si vous disposez d'ouvrages ou d'articles de référence ou si vous connaissez des sites web de qualité traitant du thème abordé ici, merci de compléter l'article en donnant les références utiles à sa vérifiabilité et en les liant à la section « Notes et références ».
Eliza Hope Bennett est une 
actrice et  chanteuse britannique née le 17 mars 1992 à Reading (Berkshire). Elle est connue pour les rôles Tora dans Nanny McPhee et de Meggie Folchart, la fille de Mo Folchart, dans Cœur d'encre.

## Biographie
De 2002 à 2009, elle fréquente la Leighton Park School, à Reading. Elle a étudié à l'Italia Conti Academy of Theatre Arts.

## Carrière

### Au cinéma
Elle commence très jeune sa carrière en apparaissant dans des productions théâtrales à son école. Pour sa première apparition professionnelle, en 2005, dans Nanny McPhee, elle interprète Tora Brown. Dans ce film jouent également Colin Firth et Emma Thompson.
Plus tard, elle incarne le rôle de Nora à la télévision pour Mon petit doigt m'a dit en 2006. Eliza joue ensuite Emily dans The Contractor en 2007, avec Wesley Snipes.
Battant des centaines de jeunes filles, elle réussit à décrocher le rôle de Meggie Folchart, héroïne du film Cœur d'encre, l'adaptation cinématographique du livre de Cornelia Funke. Le film a été tourné au début de 2008 en Italie, avec Brendan Fraser, Paul Bettany et Helen Mirren.
Dans le thriller F de Johannes Roberts, elle incarne Kate Anderson.
À la télévision
De 2021 à 2022, elle interprète Amanda Carrington dans la série Dynastie. Sa première apparition se fait lors de l'épisode 16 de la saison 4. 

### En musique
Eliza a interprété une chanson pour la bande sonore de Cœur d'encre, intitulée My Declaration, initialement écrite et interprétée par Annabella Anderson et Tom Baxter.

## Filmographie

### Cinéma
- 2004 : Le Prince et Moi : Princesse Arabella, sœur du futur roi Edouard VI
- 2005 : Nanny McPhee : Tora Brown
- 2005 : Supernova de John Harrison (téléfilm) : Haley Richardson
- 2006 : Miss Marple (série, épisode Mon petit doigt m'a dit) : Nora Johnson
- 2007 : The Contractor : Emily Day
- 2008 : Cœur d'encre : Meggie Folchart
- 2009 : Le Secret de Green Knowe (From Time to Time) : Susan
- 2010 : F de Johannes Roberts : Kate Anderson
- 2011 : Roadkill : Hailey
- 2012 : Grimm's Snow White  Princesse de blanche vallée (Belle-fille de la reine Gwendolyn) : Blanche-Neige
- 2022 : Si tu me venges… (Do Revenge) de Jennifer Kaytin Robinson : Jessica

### Télévision
- 2015 : Broadchurch (série) : Lisa Newbery
- 2016 : Sweet/Vicious (série) : Jules
- 2021-2022 : Dynastie (série) : Amanda Carrington